# Bad Bellingen
Bad Bellingen (alemannisch Bellinge, Bellige, Bellge, bis 1969 Bellingen) ist eine Gemeinde im Landkreis Lörrach in Baden-Württemberg. Die Gemeinde bildet zusammen mit Schliengen die Vereinbarte Verwaltungsgemeinschaft Schliengen.

## Geografie

### Lage
Bad Bellingen liegt in der Oberrheinischen Tiefebene, direkt am Rhein und damit an der Grenze zu Frankreich und im Markgräflerland am Rande des südlichen Schwarzwaldes. Die nächstgelegenen Städte sind Müllheim im Markgräflerland etwa zehn Kilometer nördlich und Lörrach etwa 15 Kilometer südlich. Das in Frankreich gelegene Mülhausen liegt etwa 18 Kilometer westlich von Bad Bellingen.

### Nachbargemeinden
Die Gemeinde grenzt im Norden an die Stadt Neuenburg am Rhein im Landkreis Breisgau-Hochschwarzwald und an Schliengen, im Osten an die Stadt Kandern, im Süden an Efringen-Kirchen (alle Landkreis Lörrach). Im Westen, jenseits des Rheins, liegen die französischen Nachbargemeinden Petit-Landau und Niffer.

### Gemeindegliederung
Die Gemeinde Bad Bellingen gliedert sich aus dem Hauptort zu folgenden Ortsteilen:
| Stadtteile    | Einwohner | Fläche in km² |  |
| Bad Bellingen | 1926      | 4,26          |  |
| Bamlach       | 762       | 4,38          |  |
| Hertingen     | 672       | 5,66          |  |
| Rheinweiler   | 1144      | 2,63          |  |
| Gesamt        | 4504      | 16,93         |  |

Die Ortsteile sind räumlich identisch mit den früher selbstständigen Gemeinden gleichen Namens, ihre offizielle Benennung erfolgt in der Form „Bad Bellingen, Ortsteil …“. Die Ortsteile bilden zugleich Wohnbezirke im Sinne der baden-württembergischen Gemeindeordnung.
Zum Ortsteil Bad Bellingen gehören das Dorf Bellingen und das Haus Rheinwärterhaus. Zum Ortsteil Hertingen gehören das Dorf Hertingen und der Hof Hertinger Mühle. Zu den Ortsteilen Bamlach und Rheinweiler gehören jeweils nur die gleichnamigen Dörfer.
Im Ortsteil Hertingen liegt die Wüstung Kleinhertingen.

## Geschichte

### Mittelalter

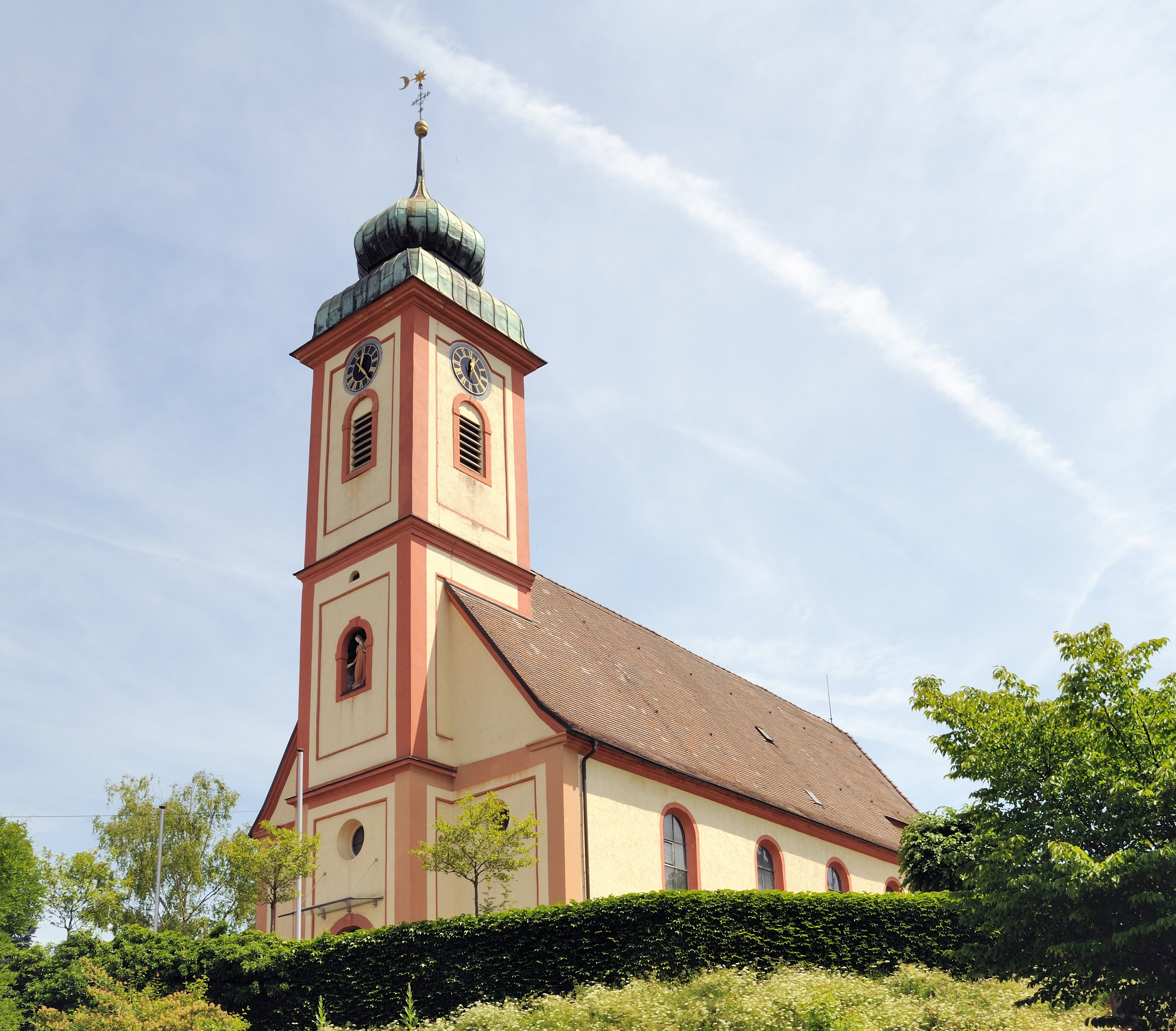
Kirche St. Leodegar in Bad Bellingen

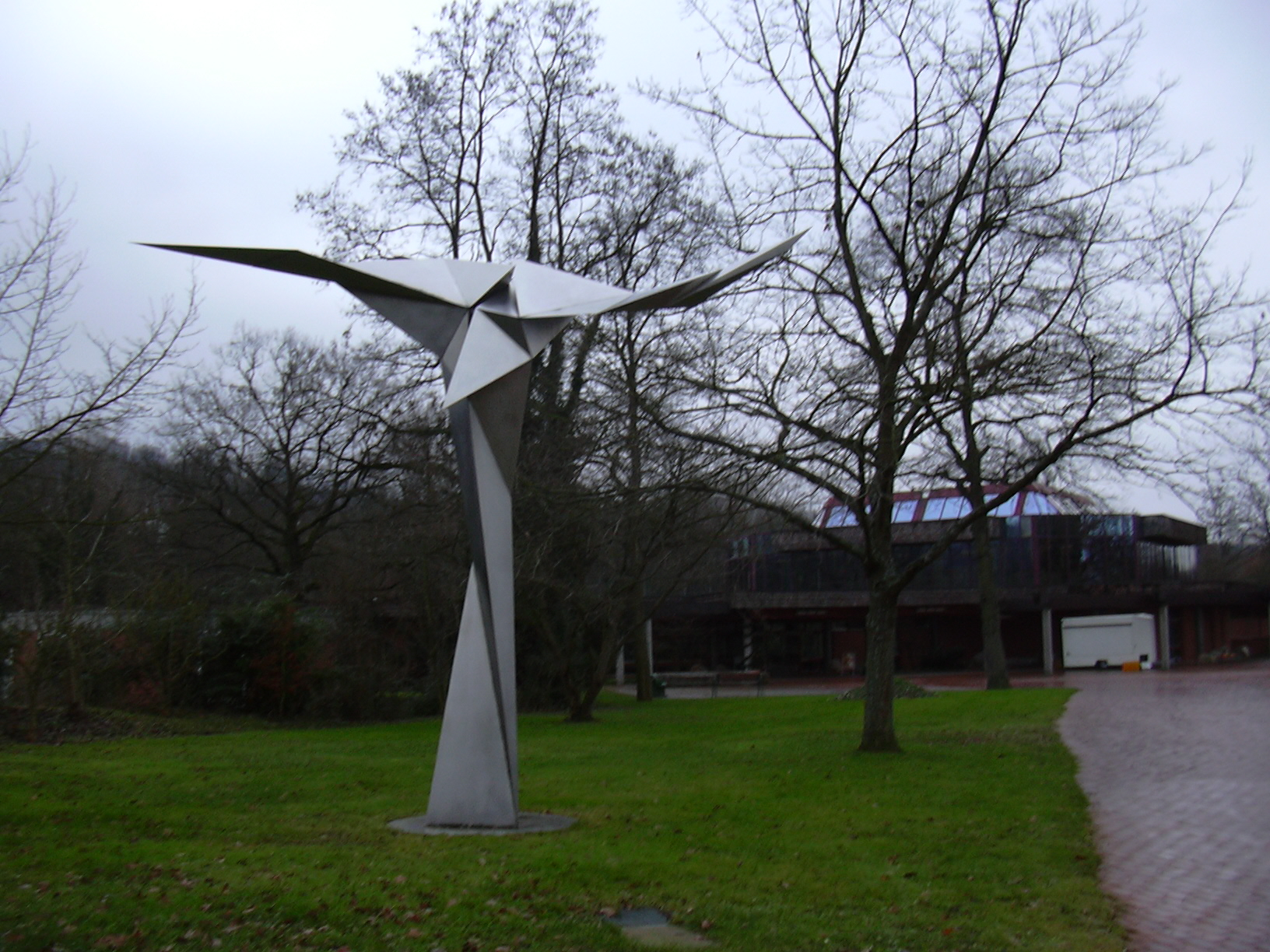
Thermengelände Bad Bellingen mit Monumentalskulptur von Erich Hauser

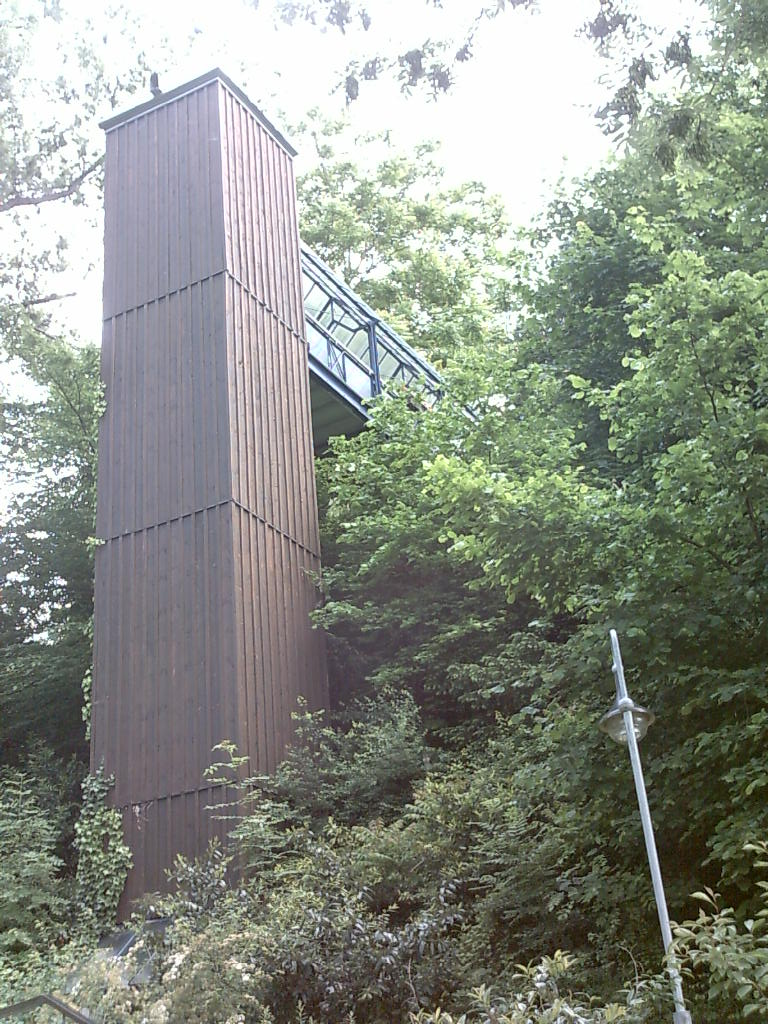
Ein Aufzug verbindet Oberstadt und Kurbezirk miteinander

Bad Bellingen ist aus einem alemannischen Siedlungshof entstanden. Daraus entwickelte sich mit der Zeit ein kleiner Bauernweiler namens Bellikon, der im Jahre 1006 erstmals in einer Urkunde von König Heinrich II. erwähnt wurde. Über die Jahrhunderte hinweg entwickelte sich diese Siedlung zu dem Fischer- und Winzerdorf Bellingen. Von 1418 bis 1805 gehörte der Ort den Freiherren von Andlau und damit zu Vorderösterreich, bis er 1805 aufgrund des Pressburger Friedens an das Großherzogtum Baden fiel.

### Neueste Zeit
Während des Zweiten Weltkriegs wurde Bellingen zu etwa 40 % zerstört. In den 1950er Jahren wurde der bereits 1928 begonnene und wegen des Krieges unterbrochene Bau des Rheinseitenkanals auf elsässischer Seite fortgesetzt, was zu einer Versteppung großer Flächen im Tiefgestade der Gemeinde führte.
Um die ökonomische Grundlage der Gemeinde zu verbessern, begann man mit Probebohrungen nach Erdöl. Statt auf das erwartete Öl stieß man am 28. November 1956 aber auf eine von inzwischen vier Thermalquellen, wie es sie auch an anderen Stellen in der Oberrheinischen Tiefebene gibt (Badenweiler, Bad Krozingen, Freiburg im Breisgau, Baden-Baden). Es sind Natrium-Calcium-Chlorid-Thermen mit Temperaturen von über 35 °C: seit 1956 die Markusquelle mit 36 °C, seit 1972 die Leodegar-Quelle mit 35,5 °C und seit 1974 die Eberhard-Quelle mit 40,7 °C. Die ersten Badezuber waren Weinbottiche. So wurde die Gemeinde zum Heilbad und führt seit dem 14. Oktober 1969 mit dem offiziellen Namenszusatz Bad den Namen Bad Bellingen. Der Kur- und Urlaubsbetrieb wurde so zu einem bestimmenden Faktor in der Gemeinde. Bis 1972 gehörte Bad Bellingen zum Landkreis Müllheim, nach dessen Auflösung wechselte die Gemeinde in den Landkreis Lörrach. Die heutige Gemeinde wurde am 1. Januar 1975 durch die Vereinigung der Gemeinden Bad Bellingen, Bamlach, Hertingen und Rheinweiler neu gebildet.
Zur Thermenanlage gehören heute drei Thermalbecken, eine Wassertretanlage, ein Saunabereich mit fünf Saunen, Dampfbad, Heißwasserpool, Entspannungsbereich sowie eine separate „Grotte“ mit Natursalz aus dem Toten Meer, in der 45-minütige Sitzungen bei einer Luftfeuchtigkeit von 25 % und Temperatur von 21 °C nach eigenen Angaben gesundheitsfördernd bei Erkrankungen der oberen Atemwege und nervösen Störungen wirken sollen.
Die monumentale Stahlplastik vor den Thermen von Erich Hauser stiftete gemäß einer Gedenktafel ihr ursprünglicher Besitzer Franz Mary am 14. Juni 1992 für seine Heimatstadt Bad Bellingen.

### Religionen
Neben der katholischen Gemeinde mit der Pfarrkirche St. Leodegar gibt es noch die katholische Gemeinde St. Peter u. Paul Bamlach mit der Filiale St. Nikolaus Rheinweiler, die alle zur Seelsorgeeinheit Schliengen-Bad Bellingen gehören. Des Weiteren gibt es ein evangelisches Pfarramt in Bad Bellingen.

### Ortsteile

Wappen der ehemaligen Gemeinden
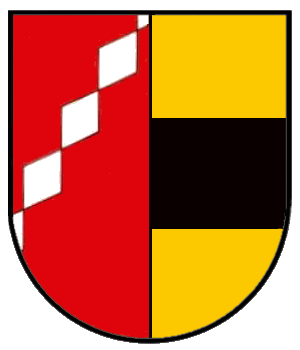
Bamlach
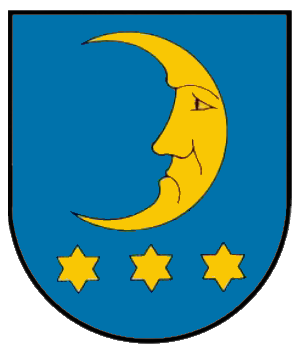
Hertingen
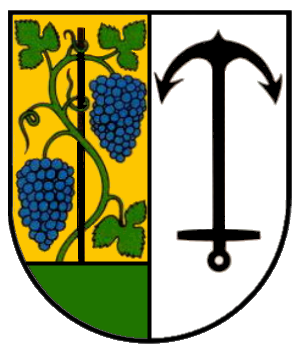
Rheinweiler

#### Rheinweiler

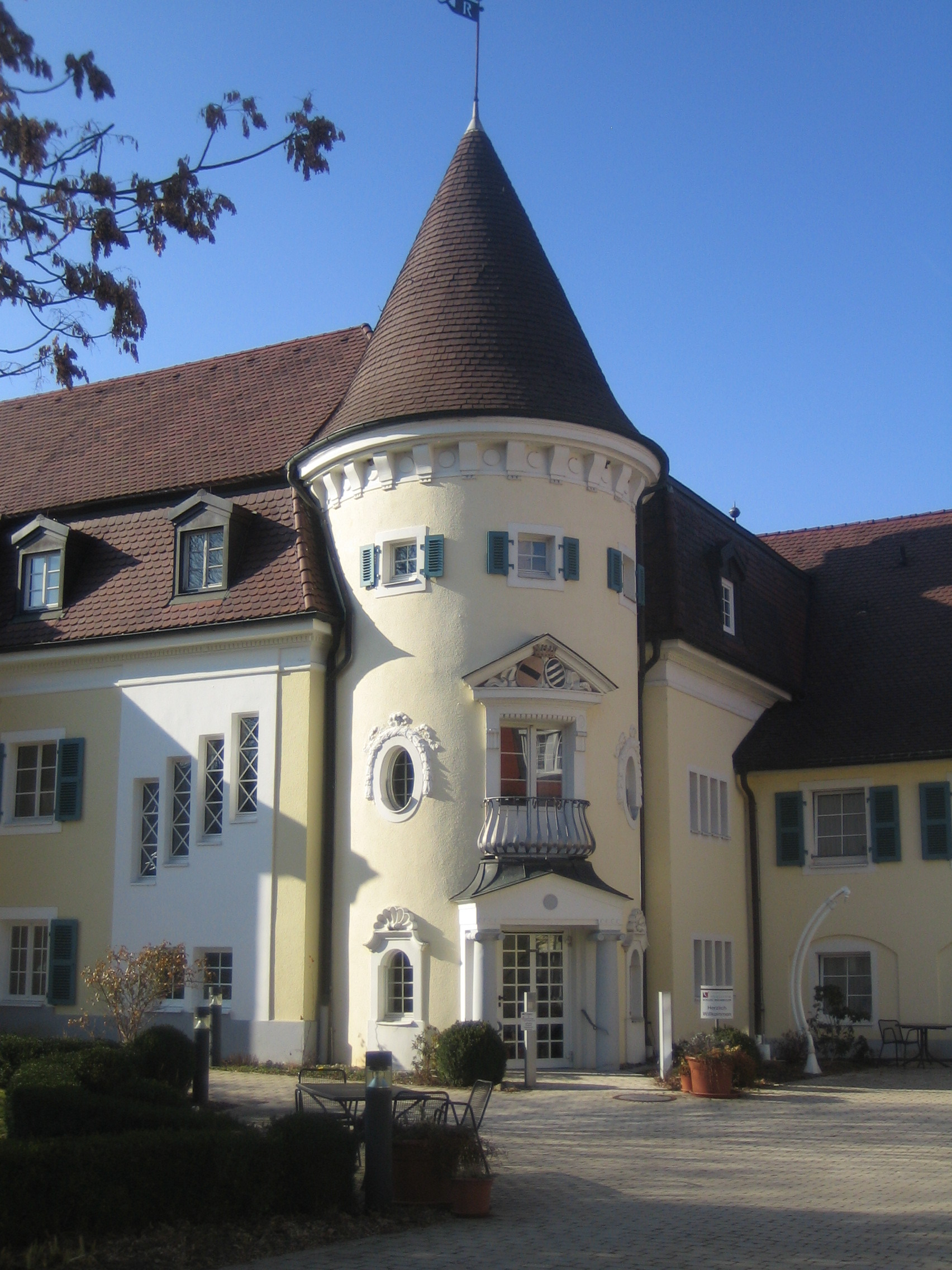
Schloss Rheinweiler

Rheinweiler wurde erstmals 1097 urkundlich erwähnt. Der Ort gelangte im 14. Jahrhundert als Reichslehen an die Basler Familie von Schaler. 1434 wurde es an die Ritter von Rotberg verkauft. 1793 hinderten österreichische Truppen im Gefecht bei Rheinweiler die französische Revolutionsarmee daran den Rhein zu überqueren. Nach dem Frieden von Preßburg kam der Ort dann 1805 an das Großherzogtum Baden, wo er zunächst dem Bezirksamt Kandern zugeteilt wurde. Nach dessen Auflösung wechselte 1819 Rheinweiler in das Bezirksamt Müllheim (späterer Landkreis Müllheim). Mit der Kreisreform 1973 kam Rheinweiler an den Landkreis Lörrach.
In den 1950er-Jahren veränderte der Bau der Autobahn Karlsruhe–Basel das Ortsbild von Rheinweiler einschneidend; insbesondere musste der alte Dorfkern der hier direkt am Rheinufer entlang geführten Autobahntrasse weichen.
Am 21. Juli 1971 entgleiste in Rheinweiler der D-Zug 370 «Schweiz-Express» von Basel nach Kopenhagen um 13:10 Uhr in einer Kurve und stürzte die Böschung hinunter, wobei ein Einfamilienhaus völlig zerstört wurde. 23 Menschen wurden getötet, 121 verletzt. Vermutlich durch eine Dienstunfähigkeit des Lokführers wurde die in der Kurve zulässige Geschwindigkeit von 75 km/h mit etwa 140 km/h deutlich überschritten. In der Folge dieses Unfalls wurden bei der damaligen Deutschen Bundesbahn Langsamfahrstellen mit punktförmiger Zugbeeinflussung ausgerüstet und die Reaktionszeiten der Sicherheitsfahrschaltung (SiFa) verkürzt. Aufgrund dieses Unfalls kam es zu einem Urteil des Bundesgerichtshofs, das als grundlegend hinsichtlich der Verkehrssicherungspflichten von Eisenbahnen gilt.

#### Bamlach

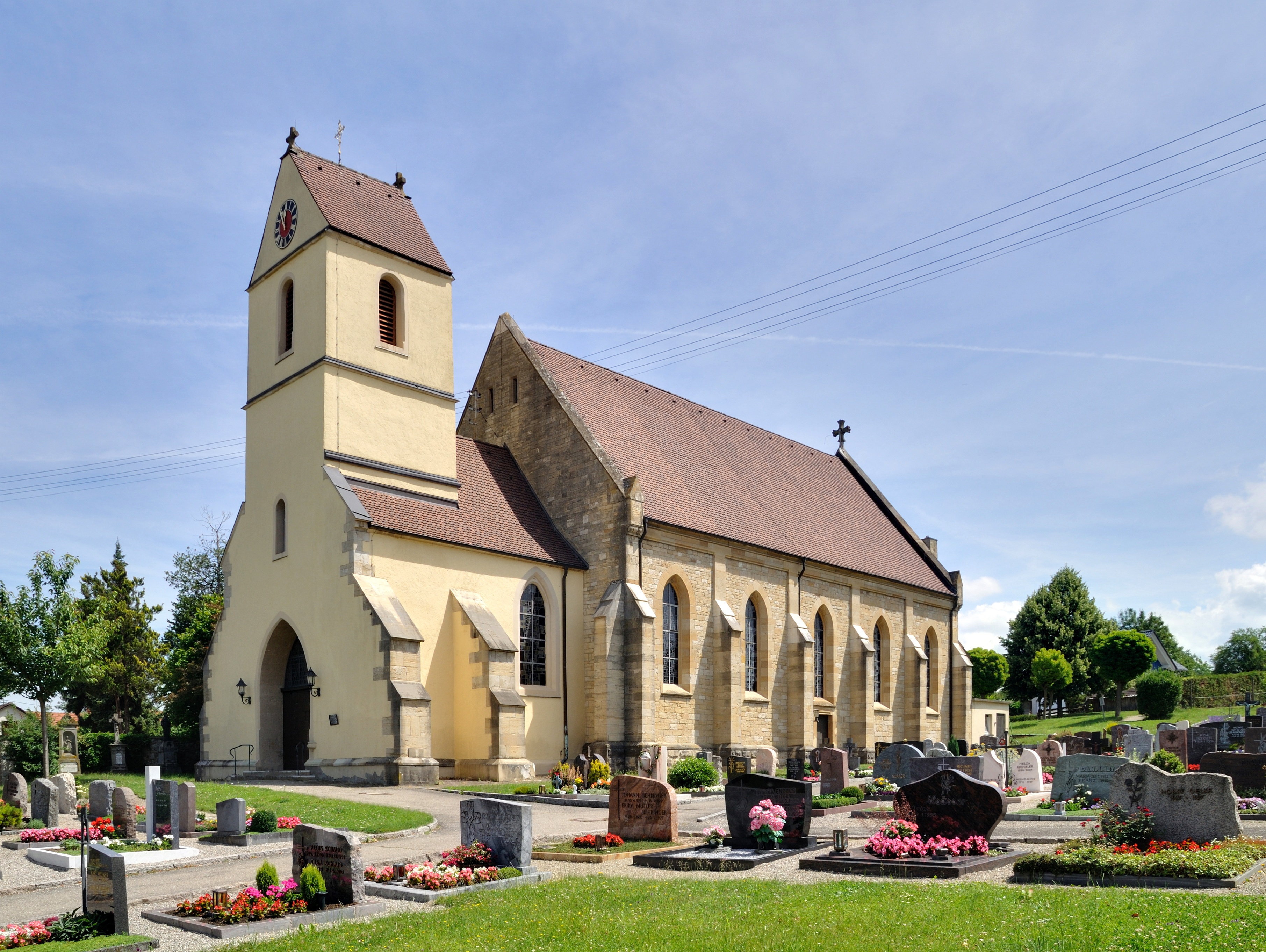
St. Peter und Paul in Bamlach

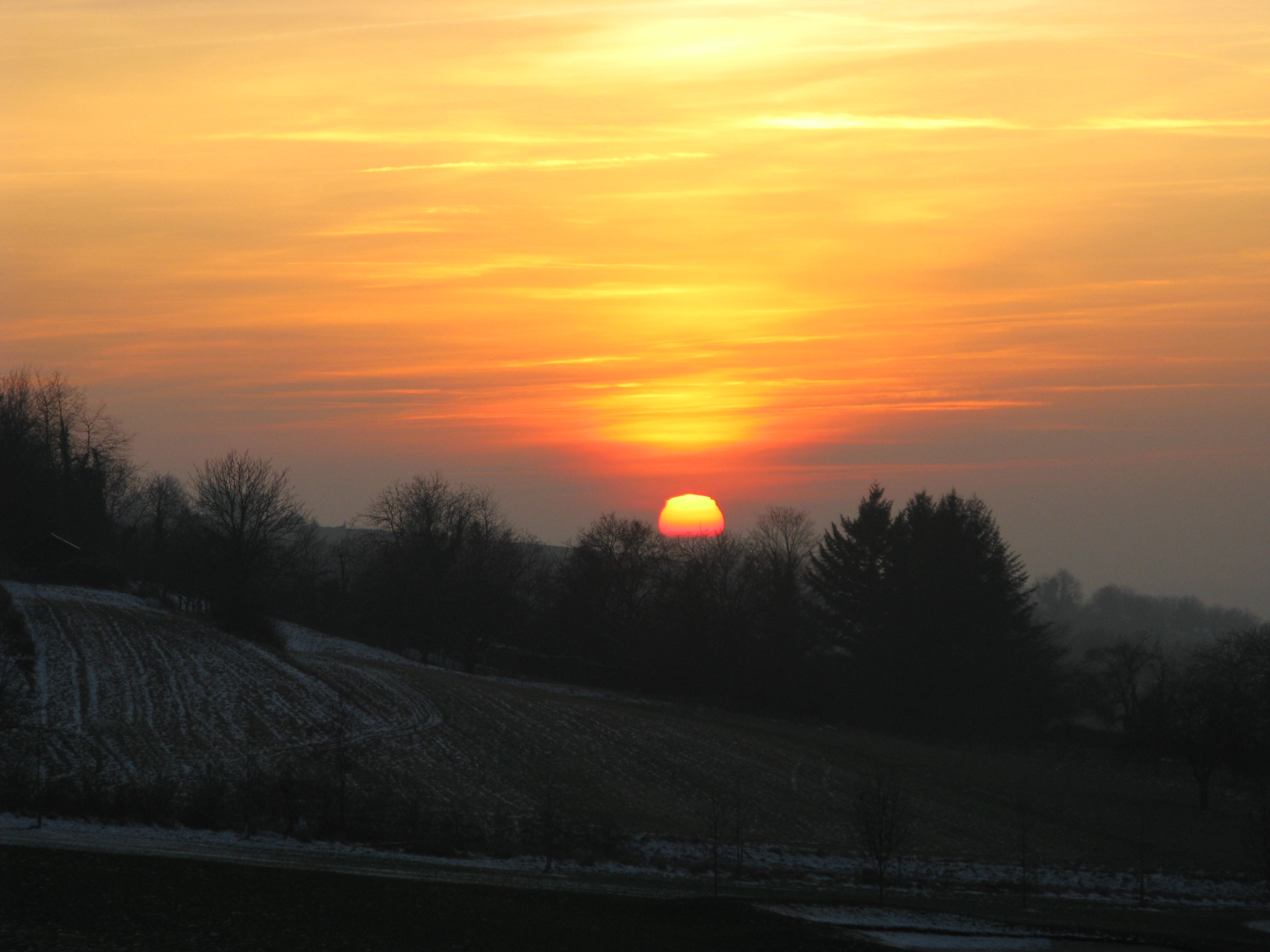
Winterlicher Sonnenuntergang am Bamlacher Kapellenberg

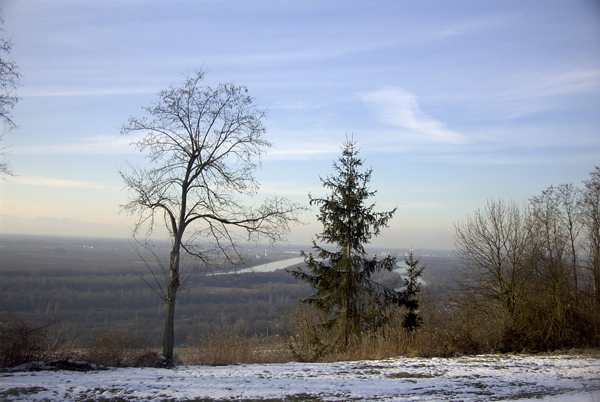
Aussicht auf den Rhein und Frankreich

Der ruhige Ferienort Bamlach ohne Durchgangsverkehr ist eine mittelalterliche Gründung (1130 erwähnt). Wie Rheinweiler gehörte Bamlach von 1417 bis 1805 den Freiherren von Rotberg. Er ist umgeben von Rebhängen und Obstbäumen. Kulturhistorische Hauptattraktion ist das Oberrheinische Bädermuseum (1991 eingerichtet), das die Geschichte des Thermalbadens nördlich der Alpen von den römischen Ursprüngen (Therme Badenweiler) bis in die Neuzeit dokumentiert. Herausragendes Exponat ist einer der großen Weinbottiche, die in der Anfangszeit des Bad Bellinger Kurbetriebs (1956) als Badezuber dienten.
Die touristische Infrastruktur besteht in einem Campingplatz, Ferienwohnungen sowie einer Appartementanlage am Golf-Resort mit den beiden 18-Loch-Plätzen Quellenhof und Kapellenberg.
Der Kapellenberg ist benannt nach der Wallfahrtskapelle Maria Hügel, die 1866 über einer frei stehenden, älteren Marienstatue gebaut wurde. Sie wurde 1945 bis auf die Grundmauern zerstört und 1952 wiederaufgebaut. Die ebenfalls zerstörte ursprüngliche Marienstatue ist durch eine neue Holzskulptur von Hugo Eckert ersetzt. Von diesem Hügel öffnet sich ein weiter Blick in die Rheinebene sowie bei klarem Wetter bis in die Vogesen zum Hartmannswillerkopf.
Bamlacher Kapellenberg heißt auch eine Weinlage, in der hauptsächlich Weiß- und Grauburgunder, Müller-Thurgau und Spätburgunder gestockt wird.

## Politik

### Verwaltungsgemeinschaft
Die Gemeinde Bad Bellingen hat mit der Gemeinde Schliengen eine Verwaltungsgemeinschaft vereinbart. Erfüllende Gemeinde ist die Gemeinde Schliengen.

### Gemeinderat
In Bad Bellingen wird der Gemeinderat nach dem Verfahren der unechten Teilortswahl gewählt. Dabei kann sich die Zahl der Gemeinderäte durch Überhangmandate verändern. Der Gemeinderat in Bad Bellingen besteht aus den 17 gewählten ehrenamtlichen Gemeinderäten und dem Bürgermeister als Vorsitzendem. Der Bürgermeister ist im Gemeinderat stimmberechtigt. Die Kommunalwahl am 9. Juni 2024 führte zu folgendem Endergebnis.
| Partei / Liste  | Stimmenanteil | Sitze | Ergebnis 2019   |
| CDU/Unabhängige | 39,45 %       | 7     | 37,6 %, 6 Sitze |
| Freie Wähler    | 39,45 %       | 7     | 48,5 %, 8 Sitze |
| SPD             | 20,83 %       | 3     | 13,9 %, 2 Sitze |

### Bürgermeister
- 1948–1969: Markus Ruf
- 1969–1999: Eberhard Stotz (CDU)
- 1999–2007: Günter Kurpjuweit
- 2007–2017: Christoph Hoffmann (CDU, später FDP)[16]
- 2017–2018: Monika Morath (CDU, in Vertretung)[17]
- seit 2018: Carsten Vogelpohl (CDU)

### Wappen
Das Wappen für die am 1. Januar 1975 gebildete neue Gemeinde Bad Bellingen wurde am 8. Dezember 1978 vom Landratsamt Lörrach verliehen. Blasonierung: „In von silbernem Wellenbalken geteiltem Schild oben in Blau eine aus dem Wellenbalken aufsteigende, geteilte silberne Fontäne, unten in Grün eine stilisierte goldene Traube.“ Während die Fontäne den Kurbetrieb symbolisiert, steht die Traube für den Weinbau im Ort und der Wellenbalken in der Mitte repräsentiert den Rhein.
Bis 31. Dezember 1974 führte die Gemeinde Bellingen (seit 1969 Bad Bellingen) ein anderes Wappen. Blasonierung „In Gold auf grünem Schildfuß ein blaugekleideter, bärtiger Landsknecht mit blauer Mütze, roter Weste, roten Strümpfen und schwarzen Schuhen, in der erhobenen Rechten ein rotes Schwert, die Linke in die Seite gestemmt.“

### Partnerschaften
Eine Gemeindepartnerschaft besteht mit der
- französischen Gemeinde Petit-Landau im Département Haut-Rhin (Elsass) auf der gegenüberliegenden Rheinseite
- Gemeinde Reigoldswil im Kanton Basel-Landschaft in der Schweiz.

## Kultur und Sehenswürdigkeiten

### Balinea Thermen

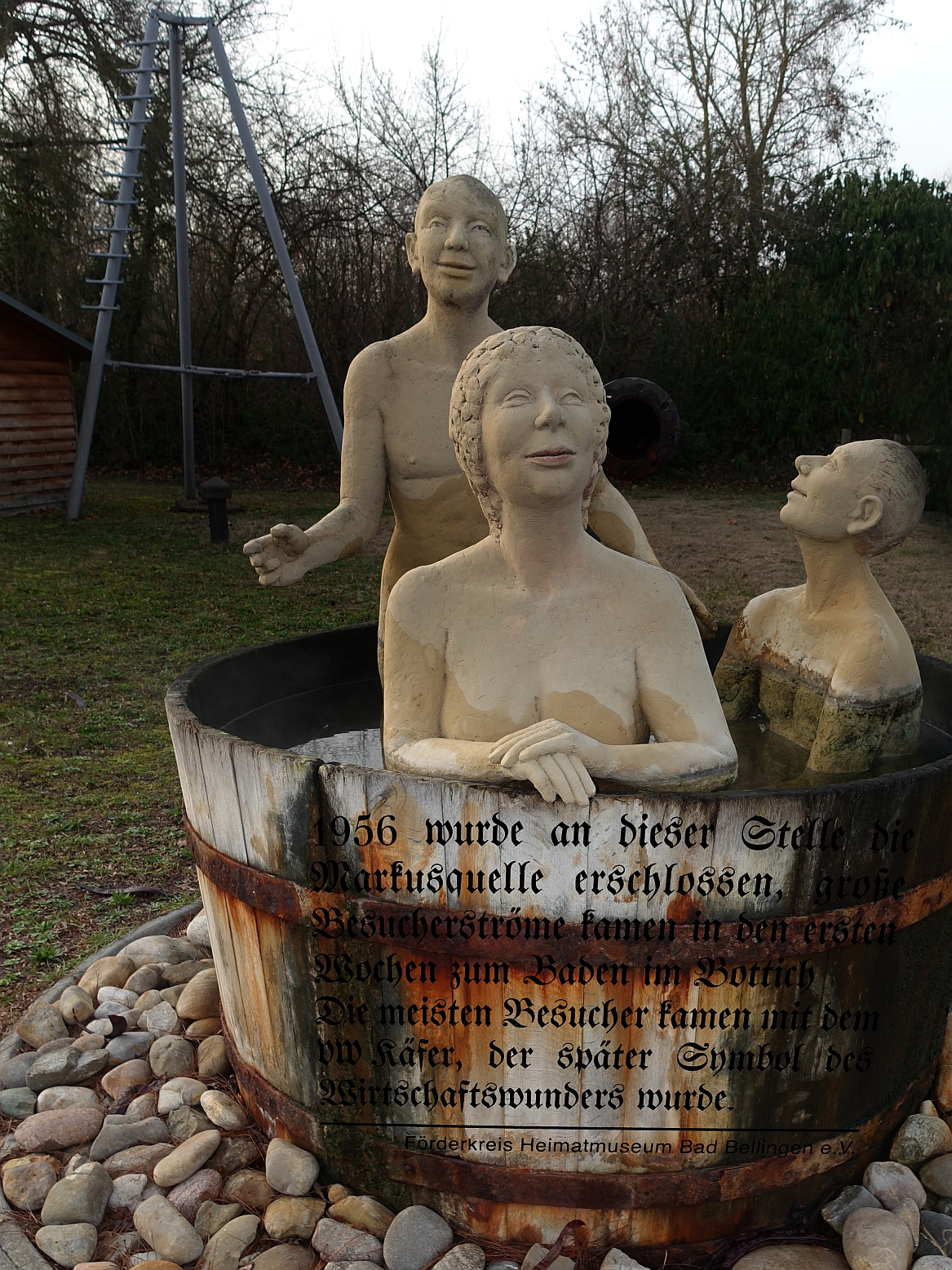
Markusquelle bei der Balinea Therme

Das Wasser der heißen Quellen hat einen hohen CO2-Anteil und einen sehr hohen Mineraliengehalt. Daher ist das Bad Bellinger Wasser nachgewiesenermaßen eine der wirksamsten Heilquellen in Europa. In den Balinea Thermen gibt es einen Trinkbrunnen, fünf verschieden temperierte Saunen und eine Totes-Meer-Salzgrotte. Das Wasser der Thermen eignet sich besonders bei Rücken- und Gelenkproblemen.

### Museen
- Im Oberrheinischen Bäder- und Heimatmuseum im Ortsteil Bamlach wird die Geschichte des Bäderbetriebs dokumentiert.[21] Daneben finden sich heimatgeschichtliche Abteilungen und Sonderausstellungen.[22]

### Bauwerke
- Schloss Rheinweiler der Adelsfamilie von Rotberg
- Kirche St. Leodegar mit barocken Altären in Bad Bellingen
- Kirche St. Peter und Paul mit Grabmalen der Herren von Rotberg in Bamlach
- Kapelle St. Nikolaus in Rheinweiler
- Evangelische Kirche Hertingen

### Regelmäßige Veranstaltungen
- Guggeball der Guggemusik Rondo Bellinziano
- Jahreskonzert des Musikvereins Bad Bellingen
- Lichterfest in Bad Bellingen: Jeweils am letzten Samstag im Juli
- Grasbahnrennen in Hertingen im August
- Grümpelturnier der Spielvereinigung Bamlach/Rheinweiler in Rheinweiler mit Ortsteileturnier: Jeweils am ersten Wochenende im Juli
- Zunftabende der Narrenzunft Bogdemolli jeweils am Fasnachtswochenende
- Rheinauenlauf des TV Rheinweiler im April

## Wirtschaft und Infrastruktur

### Wirtschaft
In der ansonsten landwirtschaftlich geprägten Gemeinde ist der Bäder- und Kurbetrieb mit den Balinea-Thermen im Mittelpunkt inzwischen ein bedeutender Wirtschaftsfaktor geworden. Über 2000 Gästebetten stehen für die jährlich 350.000 Übernachtungen zur Verfügung.

### Verkehr

#### Schienenverkehr
Durch die Rheintalbahn (Mannheim–Basel) ist Bad Bellingen mit dem Haltepunkt Bad Bellingen und dem Bahnhof Rheinweiler an das überregionale Schienennetz angebunden. Die nächstgelegenen ICE-Halte, die mit der Regionalbahn stündlich erreicht werden können, sind im Süden Basel Badischer Bahnhof und im Norden Freiburg im Breisgau.

#### Radverkehr
Durch eine Alltagsroute aus dem Radnetz Baden-Württemberg ist Bad Bellingen über den Ortsteil Rheinweiler und über Efringen-Kirchen mit Weil am Rhein über Schliengen mit Müllheim im Markgräflerland verbunden.
Durch Bad Bellingen verlaufen die folgenden Landes-Radfernwege: 
- Der Badische Weinradweg[24] verbindet sieben der neun badischen Weinanbaugebiete. Er beginnt in Grenzach-Wyhlen und führt über Efringen-Kirchen und oberhalb des Rheintals in den Bad Bellinger Teilort Bamlach und weiter über Schliengen nach Müllheim. Sein Ziel ist Laudenbach im Norden Baden-Württembergs.
- Der baden-württembergische Rheinradweg von Konstanz bis Mannheim ist Teil der rechtsrheinischen Variante des Rheinradwegs, der von der Quelle des Rheins am Oberalppass im Schweizer Kanton Graubünden bis zur Mündung bei Rotterdam führt. Er führt von Basel-Kleinhüningen nach Weil am Rhein (Stadtteil Friedlingen) und danach am Rhein entlang in das Gemeindegebiet von Bad Bellingen und weiter bis zum Neuenburger Ortsteil Steinenstadt. Er ist als Eurovelo-Route 15 (Rheinradweg)[25] und als D-Route 8 (Rhein-Route)[26] ausgewiesen.
- Der Südschwarzwald-Radweg führt als Rundweg von Hinterzarten über Waldshut-Tiengen, Basel und Freiburg rund um den Naturpark Südschwarzwald. Er führt in Bad Bellingen ebenfalls am Rhein entlang.

#### Straßenverkehr
Westlich der Gemeinde verläuft die Bundesautobahn 5 mit der Autobahnraststätte Bad Bellingen (in Fahrtrichtung Basel). Die nächsten Anschlussstellen sind Efringen-Kirchen im Süden (ca. 8 km) und Müllheim/Neuenburg im Norden (ca. 6 km). Nahe dem Ortsteil Hertingen verläuft die Bundesstraße 3 (Freiburg–Lörrach).

#### Flugverkehr
Der Euroairport Basel Mulhouse Freiburg ist in rund 20 Minuten mit dem Auto zu erreichen.

### Bildungseinrichtungen
Die Grundschule hat ihren Sitz in Rheinweiler. Daneben gibt es noch drei kommunale Kindergärten.

## Persönlichkeiten

### Ehrenbürger
Bad Bellingen hat folgende Ehrenbürger:
- Franz Anton Koehly – Bürgermeister von 1922 bis 1929
- Hermann Schäufele (1906–1977) – Erzbischof der Erzdiözese Freiburg, Förderer der Heilbadentwicklung Bad Bellingen
- Markus Ruf – Bürgermeister von 1948 bis 1968, in seiner Amtszeit begann der Weg vom Winzerdorf zum Heilbad
- Anton Dichtel (1901–1978) – Regierungspräsident in Freiburg, Vorsitzender des Bäderbeirates von 1958 bis 1969
- Kurt Sauer – Präsident des Geologischen Landesamtes in Freiburg, Geologischer Berater für die Thermalquellen
- Hermann Person (1914–2005) – Regierungspräsident in Freiburg, Vorsitzender des Bäderbeirates/Aufsichtsrates der Bade- und Kurverwaltung GmbH von 1969 bis 1980
- Edmund Stächele – Bürgermeister in Rheinweiler von 1948 bis 1974, Bürgermeister in Bamlach von 1965 bis 1974
- Monsignore Johann Georg Schmutz – Vorsitzender des Veronikawerks e. V., Gründer der Reha-Klinik Sankt Marien
- Dieter Hoffmann – Erster Badearzt in Bad Bellingen, Balneologischer Wegbegleiter zum Heilbad
- Eberhard Stotz – Bürgermeister von 1969 bis 1999, langjähriger Vorsitzender des Museumsvereins

### Söhne und Töchter der Gemeinde
- Heiko Antons (* 1951), Eishockeyspieler
- Willi Stächele (* 1951), Politiker (CDU), ehemaliger baden-württembergischer Finanzminister, MdL (Baden-Württemberg), ist in Rheinweiler geboren.
- Joseph Schilling (1862–??), Landtagsabgeordneter

### Persönlichkeiten mit Bezug zur Gemeinde
- Johann Graf von Rapp (1771–1821), Adjutant Napoleons und französischer General lebte 1816–1821 auf Schloss Rheinweiler
- Johann Peter Hebel (1760–1826), Dichter, evangelischer Theologe und Pädagoge. Er gilt gemeinhin als der bedeutendste alemannische Mundartdichter. Nach seinem Theologiestudium (1778–1780) trat er eine Stelle als Hauslehrer und Vikar in Hertingen an.